# Episodi di Boss (prima stagione)
La prima stagione della serie televisiva Boss è stata trasmessa dal 21 ottobre al 9 dicembre 2011 sul canale statunitense Starz.
In Italia la serie è stata trasmessa dal 4 ottobre 2012 al 12 gennaio 2013 su Rai 3.
| nº | Titolo originale | Titolo italiano | Prima TV USA     | Prima TV Italia |
| -- | ---------------- | --------------- | ---------------- | --------------- |
| 1  | Listen           | Ascolta         | 21 ottobre 2011  | 4 ottobre 2012  |
| 2  | Reflex           | Rifletti        | 28 ottobre 2011  | 4 ottobre 2012  |
| 3  | Swallow          | Ingoia          | 4 novembre 2011  | 11 ottobre 2012 |
| 4  | Slip             | Sbaglia         | 11 novembre 2011 | 11 ottobre 2012 |
| 5  | Remembered       | Ricorda         | 18 novembre 2011 | 5 gennaio 2013  |
| 6  | Spit             | Litigi          | 25 novembre 2011 | 5 gennaio 2013  |
| 7  | Stasis           | Stasi           | 2 dicembre 2011  | 12 gennaio 2013 |
| 8  | Choose           | Scelte          | 9 dicembre 2011  | 12 gennaio 2013 |